# Paris Berelc
Paris MaryJo Berelc  (Milwaukee, 29 de dezembro de 1998) é uma atriz, modelo e ginasta norte-americana. É mais conhecida por seu papel como Skylar Storm (ou Skylar Tempestade (no Brasil)) em Mighty Med, série do Disney XD e por Alexa, em Alexa & Katie. 

## Carreira
Berelc foi descoberta pela Ford Models com 9 anos de idade, e foi destaque em centenas de anúncios de Kohl's, Boston Store, Sears e K-mart, bem como pôsteres nas lojas. Ela apareceu na capa da American Girl, revista para sua edição de novembro/dezembro de 2009. Em 2010, com 12 anos, Paris deu suas primeiros aulas de teatro na Acting Studio Chicago. Dois anos depois, os pais de Berelc decidiram levá-la para Los Angeles para tentar atuar profissionalmente. Ela começou sua carreira profissional em 2013, com 14 anos de idade.
De 2013 a 2015, Berelc estrelou como Skylar Tempestade na sitcom ação e comédia Mighty Med, no Disney XD. Na série, Paris estrelou ao lado de Bradley Steven Perry (Kaz), Jake Short (Oliver), Devan Leos (Alan) e Augie Isaac (Gus). Em 2015, a série foi cancelada, mas foi anunciado um spin-off de Mighty Med com Lab Rats para 2016, em que ela voltará a interpretar Skylar.
No início de 2015, Paris foi escalada para o papel de Molly, que acidentalmente fica invisível por causa de um experimento de sua irmã mais nova, Cleo (Rowan Blanchard), no Disney Channel Original Movie, Invisible Sister.
Em 2018 ela estrela a sitcom original Netflix: Alexa & Katie.

## Vida pessoal
Paris nasceu e cresceu nos subúrbios de Milwaukee, Wisconsin e é de descendência franco-canadense, europeia e filipina. Ela começou a dançar com 4 anos, e, em seguida, competiu na ginástica de 6 a 14 anos. Berelc foi uma ginasta nível 10. Paris atualmente reside em Califórnia com seus pais e três irmãs mais novas Bless, Joelie e Skye.

## Filmografia
| Ano       | Título                 | Papel             | Notas                  |
| --------- | ---------------------- | ----------------- | ---------------------- |
| 2012      | Health Corner          | Rebecca           |                        |
| 2013–2015 | Mighty Med             | Skylar Storm      | Elenco regular         |
| 2013–2016 | Disney 365             |                   |                        |
| 2016      | Lab Rats: Elite Force  | Skylar Storm      | Elenco regular         |
| 2016      | WTH: Welcome to Howler | Sofia             | 6 episódios            |
| 2018      | The Thundermans        | Dublê da Phoebe   | 2 episódios            |
| 2018-2020 | Alexa & Katie          | Alexa Mendoza     | Série original Netflix |
| 2021      | Pit Stop               | Jessie De La Cruz | Série original Netflix |
| 2021      | Robot Chicken          |                   | 1 episódio             |

| Ano  | Título                 | Papel         | Notas                            |
| ---- | ---------------------- | ------------- | -------------------------------- |
| 2014 | Work That              | Capitã Berelc | Curta-metragem                   |
| 2014 | Nod Your Head          | Capitã Berelc | Curta-metragem                   |
| 2015 | Night You Won't Forget | Capitã Berelc | Curta-metragem                   |
| 2015 | California Party Life  | Capitã Berelc | Curta-metragem                   |
| 2015 | Invisible Sister       | Molly         | Filme original do Disney Channel |
| 2018 | #Squadgoals            | Brittany      |                                  |
| 2019 | Confessional           | June          |                                  |
| 2019 | Lines of Descent       | Carla         | Curta-metragem                   |
| 2019 | Tall Girl              | Liz           | Filme original Netflix           |
| 2020 | Hubie Halloween        | Megan         | Filme original Netflix           |
| 2022 | My Life Stopped at 15  | Lexe          | Curta-metragem                   |
| 2022 | 1UP                    | Vivian (V)    |                                  |
| 2022 | Do Revenge             | Meghan        | Filme original Netflix           |